# Donwari
Donwari ist ein Arrondissement im Departement Alibori in Benin. Es ist eine Verwaltungseinheit, die der Gerichtsbarkeit der Kommune Kandi untersteht. Gemäß der Volkszählung von 2013 hatte Donwari 20.778 Einwohner, davon waren 10.381 männlich und 10.397 weiblich.
Durch Donwari läuft die Fernstraße RNIE7, die in westlicher Fahrtrichtung nach Banikoara und in östlicher nach Kandi führt, die Hauptstadt des Departements Alibori.